# المحاجر في مصر القديمة

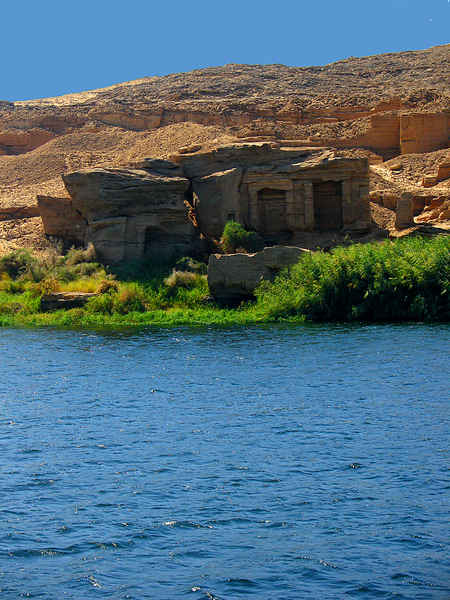
المعابد الصخرية المنحوتة مباشرة في الصخور في جبل السلسلة بالقرب من أسوان

المحاجر في مصر القديمة كانت تنتج الأحجار لبناء المعالم الأثرية مثل التماثيل والمسلات. هذه المحاجر الآن معترف بها كمواقع أثرية. ثمانين في المئة من مواقع المحاجر القديمة في وادي النيل ؛ البعض منهم قد اختفى تحت مياه بحيرة ناصر والبعض الآخر قد فقدت بسبب نشاط التعدين الحديثة .
بعض المواقع وبالتعرف على التركيب الكيميائي للحجارة سمح للتعرف على المنشأ الجغرافي لمعظم الآثار ، ويعزى ذلك إلى استخدام علم وصف الصخور التقنيات بما في ذلك التحليل الكيميائي النيوتروني.
في حزيران / يونيه 2006 أنشأ المجلس الأعلى للآثار في مصر إدارة جديدة لحفظ المحاجر والمناجم القديمة في مصر. الإدارة الجديدة تهدف إلى العمل في تعاون وثيق مع الهيئة الإقليمية ومكاتب خاصة وتفعيل برامج تدريب مفتشي الآثار التي سيتم تنفيذها لتمكين السلطات الإقليمية للتصدي بالجرد والتوثيق وتقييم المخاطر وإدارة المحاجر والمناجم القديمة .

## محاجر أسوان
محاجر أسوان تقع على طول النيل في مدينة أسوان. هناك عدد من المواقع المعروفة: تقع المحاجر شمال وجنوب الشلال في مساحة تقدر بحوالي 20 كيلومتر مربع (7.7 ميل2) في الضفة الغربية للنيل وجزيرة إلفنتين وجزيرة سهيل. وتشرف إدارة أسوان الأثرية على محجر يعود إلى عهد رمسيس الثالث. في الأيام الحالية المحجر أصبح كمتحف في الهواء الطلق.
المعالم المعروفة في هذا الموقع:
- الأحمر والرمادي والأسود الذي يميز حجر الجرانيت

بعض حجارة الآثار المعروفة تأتي من هذا الموقع:
- مسلة كليوباترا.
- يوجد بعض المسلات الغير المكتملة لا تزال موجودة في شمال الموقع .[2][3]
- تابوت الفرعون سنفرو المصنوع من الجرانيت الموجود في دهشور وفي غرفة الدفن الثالثة لاسرة الفرعون زوسر في سقارة و الرابع سلالة فرعون
- العديد من غرف الدفن والتوابيت والأعمدة, وغيرها من الهياكل في الأهرامات مثل خوفو وخفرع ومنقرع في الجيزة

## الجبل الأحمر
الجبل الأحمر يقع بالقرب من القاهرة على الضفة الشرقية من النيلبالقرب من ضاحية مصر الجديدة. كان الموقع مصدرًا مهمًا للأحجار في عهد كل من : أمنحتب الثالث وأخناتون وتوت عنخ آمون ورمسيس الثالث.
المعالم المعروفة من هذا الموقع:
- سليستيت والكوارتز و الحجر الرملي الأحمر

بعض المعالم المعروفة تأتي من هذا الموقع:
- تمثالا ممنون[5]

## جبل السلسلة
جبل السلسلة هو جبل يقع على بعد 64 كيلومتر (40 ميل) إلى الشمال من أسوان على طول ضفاف النيل. كان معروف جدا أنه من المحاجر المهمة في المنطقة وفي جميع أنحاء مصر القديمة بسبب نوعية الحجر هناك. وتشمل الأمثلة التي تم استخدام الحجارة من الجبل تلك المستخدمة في بناء معبد حور محب في الضفة الغربية. العديد من المعالم هنا تحمل نقوش حتشبسوت , و أمنحتب الثاني, و رمسيس الثاني , و مرنبتاح ورمسيس الثالث.
المعالم المعروفة من هذا الموقع:
- معبد حور محب

## إدفو
تقع المحاجر في إدفو على بعد 8 كيلومترات (5.0 ميل) شمال المدينة.
المعالم المعروفة من هذا الموقع:
- الكتل الحجرية المستخدمة من قبل المهندس من سيبتيموس سيفيروس لإعادة ترميم عملاق ممنون الشمالي .[5]

## وادي الحمامات
وادي الحمامات هو محجر يقع في الصحراء الشرقية في مصر. هذا الموقع يلاحظ أنه موضح في خريطة طبوغرافية معروفة لمصر وبردية تورين التي تصف المحاجر التي استخدمت في عهد رمسيس الرابع.
الاحجار الموجودة في هذا الموقع:
- البازلت

## ودان الفرس
ودان الفرس يقع على جبل القطراني في الفيوم على بعد 60 كيلومتر (37 ميل) جنوب غرب القاهرة في الصحراء الغربية. المحجر شمال صحراء الفيوم وتضم حجارة من الصوان والبازلت وهي محاجر تم استغلالها في أوائل الألفية الثالثة قبل الميلاد.
نوعية الاحجار الموجودة في هذا الموقع:
- البازلت
- الجبس

## تلال المقطم
تلال المقطم هي الموقع الذي يقع بالقرب من ممفيس.
نوعية الاحجار الموجودة في هذا الموقع:
- الحجر الجيري

## محجر العمارنة
محجر العمارنة الموقع يقع على بعد مسافة قصيرة من تل العمارنة.
نوعية الاحجار الموجودة في هذا الموقع:
- المرمر

## جبل أبو دخان
جبل أبو دخان يقع بالقرب من الغردقة في مصر على ساحل البحر الأحمر وله أهمية خاصة بالنسبة إلى الإمبراطورية الرومانية. هو المصدر الوحيد للصخر البورفيري في العالم.

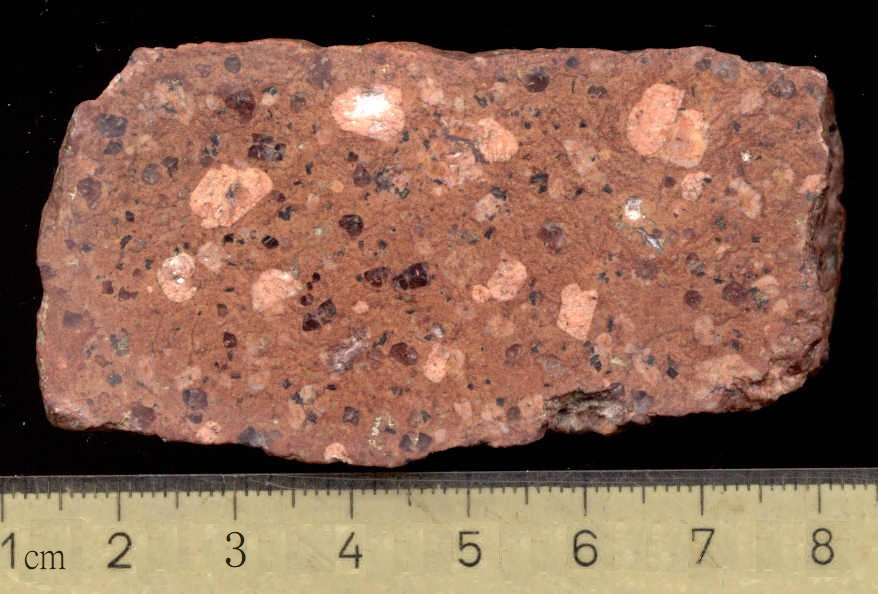
„Quarzporphyr“ (Rhyolith)

نموذجية من المواد المعروفة من هذا الموقع:
- الصخر البورفيري

بعض المعالم المعروفة التي بنيت من هذا الموقع:
- أجزاء من كاتدرائية ماغدبورغ, ألمانيا.
- من الصخر البورفيري صنعت بعض تماثيل الأباطرة الرومان
- بني من الصخر البورفيري لوحات في البانثيون

## قفط
قفط وتقع في وادي روهانو.
نوعية الاحجار الموجودة في هذا الموقع:
- حجر الأردواز

## القرنة
القرنة تقع بالقرب من طيبة. وكان موقع نشط في عهد أمنحتب الثالث.
نوعية الاحجار الموجودة في هذا الموقع:
- الحجر الجيري

## مواقع أخرى
من المحاجر الهامة الأخرى وتشمل :
- محاجر طره
- الدبيبية بالقرب من الغريرة واسنا

## وصلات خارجية
- QuarryScapes المشروع
- الحجارة من مصر القديمة
- المحاجر في مصر القديمة
- المصرية القديمة المحاجر
- المصرية القديمة الموارد: الحجر
- معرض صور من جبل Silsileh